# 盖斯滕
盖斯滕是德国下萨克森州的一个市镇。总面积28.83平方公里，总人口1222人，其中男性607人，女性615人（2011年12月31日），人口密度42人/平方公里。